# Pelina
Pelina es el nombre de una diosa compartida antiguamente por los pueblos del Abruzo. 
Los Pelinos rendía culto a esta diosa así como a Júpiter Pelino. 
Los Ilirios aplicaron este nombre a las rocas de su región (pelini significa habitantes de los terrenos montañosos), expresando de ese modo su culto a estos dioses.
- Datos: Q6071010